# Combate de Guayacanes
El combate de Guayacanes, también conocido como la acción de Guayacanes fue un enfrentamiento bélico de la Guerra de Santo Domingo o Restauración donde el ejército real español primero al mando del Capitán Florentino García (o Florentino Martínez), luego sustituido por el Capitán del batallón de Vitoria Alejandro Robles y por último el Capitán José de los Ríos se enfrentaría al ejército independentista dominicano comandado por Gaspar Polanco Borbón, Benito Monción Durán y Pedro Antonio Pimentel el 22 de agosto de 1863 durante el reinado de Isabel II de España.
La victoria independentista fue una las batallas más violentas de la guerra y morirían 3 Capitanes españoles pero el Capitán Alverola fue el único de ellos que fue ejecutado por Gaspar Polanco que anteriormente había estado en las Reservas Provinciales de Santo Domingo, desertaría del ejército real y entraría a las filas independentistas aquel mismo día.
Según el último Gobernador Superior Civil y Capitán General de la Provincia de Santo Domingo, José de la Gándara, fue «uno de los hechos de la guerra mas reñidos, acaso el más distinguido combate y el menos conocido de aquella campaña».

## Expedición desde Santiago de los Caballeros

### La búsqueda de Manuel Buceta
El 20 de agosto de 1863 al llegar a Santiago de los Caballeros las noticias del levantamiento separatista y de la persecución de los independentistas al Gobernador Político-Militar de Santiago de los Caballeros, el Brigadier Manuel Buceta del Villar, fueron en su auxilio una columna compuesta de 3 compañías del batallón de Vitoria con 280 infantes, 50 caballos de cazadores de África y 2 piezas de montaña bajo el mando del Capitán Florentino García pero no tuvieron señales del Brigadier Manuel Buceta (se encontraba en el monte donde siguió siendo perseguido), lo único que se encontraron fue al Capitán Alverola junto con 3 soldados, ellos tampoco tenían conocimiento de su paradero. El día 21 de agosto de 1863 encontraron en el camino a un hombre herido que resultó ser uno de los acompañantes del Brigadier Buceta a quien dejaron debido a que lo habían dado por muerto, este informaría sobre la batalla de Guayubín y que los pueblos de la línea fronteriza estaban en mano de los revolucionarios, además dijo desconocer donde estaba el Brigadier Buceta y recomendó regresar a Santiago de los Caballeros porque la insurrección tomó un giro inesperado.

### La Batalla
El 22 de agosto de 1863 en la Barranca de Guayacanes en la mañana mientras los españoles seguían buscando al Brigadier Buceta se encontraron con las tropas de los dominicanos Benito Monción y Pedro Pimentel, allí los insurrectos iniciarían el primer ataque lanzándose con machetes pero la artillería española los hizo dar un paso atrás y tuvieron muchas bajas en sus 2 primeros intento que hicieron los independentistas. Luego de 2 horas volvería el ataque separatista en un tercer intento e iniciado las primeras horas de la mañana hora que avanzaba el combate se hacía más cruel, en aquel combate el Teniente Valentín Dañoveitia a pesar de haber recibido una herida grave, continuo el fuego de metralla hasta caer sin vida con la mayor parte de los artilleros de las dos piezas que mandaba, consiguiendo contener a los separatistas y salvar la columna con su abnegación y valentía, al igual que él perecieron los artilleros de la sección que mandaba. Los españoles se fueron al monte donde siguieron defendiéndose del ataque y luego entraron al interno del bosque, siguieron repeliendo los ataques independentistas hasta que el Capitán José de los Ríos se ordenaría la retirada ya siendo de noche. La derrota española dejaría en el campo sembrado de muertos en ambos bandos y los españoles conservaron sus 2 piezas de artillería.

## Consecuencias

### Regreso español a Santiago de los Caballeros
Los tropas españolas pudieron salir por un campesino dominicano llamado el negro Matías que se ofreció para conducirlos por la maleza logrando ir a un camino que llevaba a Santiago de los Caballeros. Los españoles pasaron la noche en el monte ya seguros de que no eran buscados, esperando el amanecer para volver a Santiago de los Caballeros y ya siendo el 23 de agosto de 1863 se dio el toque de corneta, el clarín llamó a la columna a formar filas para pasar lista e iniciar la marcha de regreso y cuando estaban por irse de repente salió de la maleza el Brigadier Buceta, estaba cansado, semidesnudo, demacrado, sediento, hambriento y casi desfallecido al igual que los 2 soldados que lo acompañaban. Se le otorgó agua y un trozo de pan, no hablaba mucho y estaba afligido por lo ocurrido, ya estando repuesto montaría un caballo y tomaría el mando de la columna regresando a Santiago de los Caballeros al mediodía.